# Tamar Halperin
Tamar Halperin (Tel Aviv, 1976) is een Israëlische klavecimbelspeler, pianist en musicoloog die gespecialiseerd is in authentieke uitvoeringen van barokmuziek.

## Biografie
Tamar Halperin was van jongs af aan vertrouwd met de piano omdat de piano van haar moeder in haar slaapkamer stond. Vanaf haar zesde kreeg ze pianoles, maar ze zag eerst meer in een carrière als tennisser. Ze trainde om professioneel atleet te worden, maar uiteindelijk koos ze toch voor de muziek. Ze leerde piano, klavecimbel en harp spelen en studeerde aan de Universiteit van Tel Aviv. Daarna vervolgde ze haar studie aan de Schola Cantorum in Bazel, waar ze historisch geïnformeerde uitvoeringen bestudeerde. Daarna ging ze naar de Juilliard School in New York, met een beurs van de American-Israel Cultural Foundation. Ze studeerde af met een thesis over Johann Sebastian Bach.
Als onderdeel van het Rheingau Musik Festival 2011 speelde ze werken van Bach op klavecimbel in de barokke Christophoruskerk in Wiesbaden-Schierstein. In 2012 nam Halperin de cd Wanderer op, met liederen van Haydn, Mozart, Schubert en Brahms, samen met haar echtgenoot, contratenor Andreas Scholl. In 2016 maakte ze Satie, ter gelegenheid van de 150ste verjaardag van Erik Satie. Hiervoor gebruikte ze naast de gebruikelijke piano en klavecimbel ook hammondorgel en Wurlitzer-piano.
Sinds 2007 maakt ze ook muziek als helft van het duo Scholl/Halperin, samen met echtgenoot Andreas Scholl. Ze ging op tournee met The Family Songbook, een combinatie van geluiden uit het Midden-Oosten en klassieke Westerse kinderliedjes. In 2018 verscheen dit project op cd bij het platenlabel Berlin Classics. Eind 2019 en begin 2020 ging het echtpaar op tournee met Twilight People, een liedrecital over de overgang van licht naar donker en van leven naar dood. Het programma bevatte liederen van Aaron Copland, Ralph Vaughan Williams, Alban Berg, Benjamin Britten, Arvo Pärt, afgewisseld met pianocomposities van John Cage. Scholl en Halperin brachten dit programma onder meer in Het Concertgebouw te Amsterdam en deSingel in Antwerpen.
In 2016 kreeg ze samen met haar man de Hessische Cultuurprijs, die werd uitgereikt door Volker Bouffier, de minister-president van Hessen.

### Carrière als jazzmusicus
Halperin is gespecialiseerd in barokmuziek, maar houdt zich ook bezig met hedendaagse muziek en jazz. Ze ging verschillende keren op tournee met de hr-Bigband (de jazzband van de Duitse radio-omroep Hessischer Rundfunk). Ze nam met jazzpianist Michael Wollny het album Wunderkammer op, dat in 2010 werd bekroond met de Echo Jazz-muziekprijs in de categorie "beste instrumentalist"'. Het vervolgalbum Wunderkammer XXL, met Wollny en de hr-Bigband kreeg in 2014 de Echo Jazz-prijs in de categorie large ensemble.